# Modelle di lusso
Modelle di lusso (Lovely to Look At) è un film del 1952 diretto da Mervyn LeRoy. Il film è il remake in technicolor di Roberta, un musical a sua volta tratto dal lavoro teatrale omonimo di Jerome Kern e Otto Harbach (1931), che si ispira al romanzo Gowns by Roberta scritto da Alice Duer Miller.

## Trama
Tony Naylor, Al Marsh e Jerry Ralby vorrebbero realizzare una rivista a Broadway ma non hanno soldi per metterla in scena. Quando arriva la notizia che Roberta, la ricca zia di Al, è morta a Parigi lasciandolo erede di una parte della sua casa di mode, i tre amici partono per la Francia con l'intenzione di rivendere la quota ereditata e poter allestire finalmente lo spettacolo.
A Parigi i tre ragazzi fanno conoscenza con Stephanie e Clarisse, le due figlie adottive della zia Roberta a cui è toccata l'altra quota, ma vengono a sapere che l'azienda è in passivo e non c'è possibilità di venderla a un prezzo vantaggioso.
Tony propone allora di rilanciare l'azienda mettendo in scena nell'atelier una sfilata in forma di spettacolo musicale: i creditori approvano l'idea e, durante i preparativi della sfilata, nascono simpatie tra i giovani. Tony intanto conosce un produttore di Broadway che si impegna a finanziare la rivista che aveva ideato e decide di ripartire per New York, ma Al, Jerry e Bubbles, una ragazza innamorata di Tony, decidono di rimanere a Parigi. Tony presto si pente di aver lasciato gli amici e ritorna a Parigi appena in tempo per salvare la situazione: la sfilata ottiene uno straordinario successo e i tre amici con le tre ragazze formeranno tre coppie felici.

## Produzione
Il film originariamente doveva essere interpretato da Gene Kelly e Frank Sinatra. Rispetto al musical del 1935, la trama mantiene le canzoni originali ma, a parte l'idea della casa di mode ereditata, la trama è totalmente differente. Il finale, costituito dalla sfilata di moda, fu diretto da Vincente Minnelli, che comunque non appare nei titoli di testa: durante la sfilata vengono presentati ben 40 modelli di abiti femminili, realizzati dal celebre Adrian con una spesa di circa 100 000 dollari dell'epoca.

## Colonna sonora
Nel corso del film vengono eseguite le seguenti canzoni, tutte composte da Jerome Kern:
- Smoke Gets in Your Eyes, cantata da Kathryn Grayson (testo di Otto A. Harbach e Dorothy Fields).
- Lovely To Look At, cantata da Kathryn Grayson e Howard Keel (testo di Dorothy Fields).
- The Touch of Your Hand, cantata da Kathryn Grayson (testo di Otto A. Harbach).
- I Won't Dance, cantata e ballata da Marge e Gower Champion (testo di Oscar Hammerstein II e Dorothy Fields).
- Yesterdays, cantata da Kathryn Grayson (testo di Otto A. Harbach).
- You're Devastating, cantata da Howard Keel e Kathryn Grayson (testo di Otto A. Harbach).
- I'll Be Hard to Handle, cantata da Ann Miller (testo di Bernard Dougall).
- Lafayette, eseguita da Howard Keel, Red Skelton e Gower Champion.